# Peccioli
Peccioli är en ort och kommun i provinsen Pisa i regionen Toscana i Italien. Kommunen hade 4 742 invånare (2018).